# ألان بوش
آلان دادلي بوش (بالإنجليزية: Alan Bush) (22 ديسمبر 1900 - 31 أكتوبر 1995) كان مؤلفًا موسيقيًا وعازف بيانو وقائد فرقة موسيقية ومدرسًا وناشطًا سياسيًا بريطانيًا. وكان شيوعيًا ملتزمًا وغالبًا ما انعكست معتقداته السياسية الصريحة في موسيقاه. وقد ألف العديد من الأنواع الموسيقية، لكنه كافح طيلة حياته للحصول على اعتراف من المؤسسة الموسيقية البريطانية، التي تجاهلت أعماله إلى حد كبير.
كان بوش من الطبقة الوسطى الميسورة، وتمتع بنجاح كبير كطالب في الأكاديمية الملكية للموسيقى (أر إيه إم) في أوائل العشرينيات من القرن العشرين، وقضى معظم ذلك العقد في تعزيز مهاراته في التلحين والعزف على البيانو تحت إشراف مدرسين متميزين. وفي بدايات صعود الحزب النازي إلى السلطة، بقي بوش عامين في برلين منذ عام 1929 حتى عام 1931، وخلال تلك الفترة ترسخت قناعات بوش السياسية، وجعله ذلك ينتقل من حزب العمال السائد إلى الحزب الشيوعي في بريطانيا العظمى الذي انضم إليه في عام 1935. وكتب العديد من الأعمال المهمة في الثلاثينيات من القرن العشرين، وكان منخرطًا بشكل كبير مع الجوقات العمالية التي قام بتلحين العروض والجوقات والأغاني لها. وأدى موقفه المؤيد للاتحاد السوفيتي إلى حظر مؤقت على موسيقاه من قبل هيئة الإذاعة البريطانية بي بي سي في السنوات الأولى من الحرب العالمية الثانية، وأدى رفضه لتعديل وضعه في حقبة ما بعد الحرب الباردة إلى إقصاء موسيقاه لفترة أطول. ونتيجة لذلك عرضت مؤلفات الأوبرا الأربع الكبرى التي كتبها بين عامي 1950 و1970 لأول مرة في ألمانيا الشرقية.
في أعماله قبل الحرب احتفظ أسلوب بوش بما وصفه المعلقون بأنه لغة إنجليزية أساسية، لكنه تأثر أيضًا بالتعابير الأوروبية الطليعية في سنوات ما بين الحربين. وأثناء الحرب وبعدها بدأ بتبسيط هذا الأسلوب، تماشيًا مع إيمانه المستوحى من الماركسية بأن الموسيقى يجب أن تكون في متناول الجماهير. وعلى الرغم من الصعوبات التي واجهها في أداء أعماله في الغرب استمر في التلحين حتى الثمانينيات من عمره. ودرّس التلحين في الأكاديمية الملكية للموسيقى لأكثر من 50 عامًا، ونشر كتابين، وكان مؤسسًا ورئيسًا لوقت طويل لجمعية الموسيقى العمالية، وشغل منصب رئيس مجلس إدارة نقابة الملحنين في بريطانيا العظمى ونائب رئيسها لاحقًا. وبدأ الاعتراف ببطء بمساهمته في الحياة الموسيقية، وكان ذلك الاعتراف على شكل دكتوراه من جامعتين والعديد من الحفلات الموسيقية في نهاية حياته. ومنذ وفاته عن عمر يناهز 94 عامًا في عام 1995، جرت رعاية إرثه الموسيقي من قبل صندوق موسيقى آلان بوش الذي تأسس في عام 1997.

## حياته ومهنته

### خلفيته العائلية وحياته المبكرة
ولد بوش في دوليتش في جنوب لندن في 22 ديسمبر عام 1900، وهو الابن الثالث والأصغر لألفريد والتر بوش وأليس مود، وكان لقبها قبل الزواج برينسلي. كانت عائلة بوش من الطبقة الوسطى الميسورة، وكانت ثروتهم مستمدة من شركة الكيميائيين الصناعيين التي أسسها الجد الأكبر للملحن دبليو جيه بوش. وعندما كان بوش طفلًا كانت صحته ضعيفة، لذا تلقى تعليمه بداية في المنزل. وحين أصبح في الحادية عشرة من عمره بدأ دراسته في مدرسة هايغيت كطالب نظامي، وبقي هناك حتى عام 1918. وخدم شقيقاه الأكبر سنًا كضابطين في الحرب العالمية الأولى. ولكن شقيقه ألفريد جونيور قُتل على الجبهة الغربية في عام 1917. أما شقيقه الآخر هاملتون برينسلي بوش فقد عمل في شركة العائلة وترشح مرتين كليبرالي عن واتفورد في خمسينيات القرن العشرين. وكانت نهاية الحرب في نوفمبر عام 1918 تعني أن آلان نجا بصعوبة من استدعائه للخدمة العسكرية. وفي غضون ذلك الوقت قرر بوش أن يمتهن الموسيقى، وتقدم بطلب إلى الأكاديمية الملكية للموسيقى وقُبل فيها، حيث بدأ دراسته في ربيع عام 1918.

### الأكاديمية الملكية وما بعدها
في الأكاديمية الملكية للموسيقى درس بوش التلحين تحت إشراف فريدريك كوردر والعزف على البيانو مع توبايس ماثي. وقد حقق تقدمًا سريعًا، وفاز بالعديد من المنح والجوائز، بما في ذلك منحة ثالبرغ، وجائزة فيليمور للبيانو، وجائزة كارنيغي للتلحين. وكانت أول مؤلفات من أعماله الرسمية: ثلاث مقطوعات لبيانوهين، المؤلف 1، وسوناتا بيانو في بي صغيرة، المؤلف 2، وكانت أيضًا أول محاولته لكتابة الأوبرا لمشهد من رواية بولوير لايتون أخر أيام بومبي، مع نص ليبريتو من تلحين أخيه برينسلي. وحظي العمل، مع بوش على البيانو، بعرض خاص واحد مع أفراد العائلة والأصدقاء الذين شكلوا فريق الممثلين. وأتلف بوش المخطوطة فيما بعد.
كان مايكل هيد من بين زملاء بوش الطلاب، وأصبحا صديقين، ونتيجة لذلك التقى بوش بأخت هيد البالغة من العمر 14 عامًا نانسي. وفي عام 1931 بعد عشر سنوات من لقائهما الأول، تزوج بوش بنانسي وبدءا شراكة فنية امتدت طيلة حياتهما وأصبحت من خلالها كاتبة النص الرئيسية لبوش، بالإضافة إلى توفير النصوص للعديد من أعماله الصوتية الأخرى. 
في عام 1922 تخرج بوش من الكلية الملكية للموسيقى، لكنه استمر في دراسة التلحين على انفراد تحت قيادة جون أيرلند، الذي أصبح صديقه أيضًا. وفي عام 1925 جرى تعيين بوش في منصب تدريسي في الأكاديمية الملكية للموسيقى، كأستاذ للتناغم والتلحين بموجب شروط منحته مجالًا لمواصلة دراسته والسفر. وتابع دراسة البيانو مع تلميذين لليشتيزكي، وبونو مويسيفيتش، ومابل لاندر، وتعلم منهما أسلوب ليشتيزكي. وقدم حفلتين موسيقيتين من الموسيقى المعاصرة البريطانية بشكل أساسي، والتي تضمنت مؤلفه خيال بسي صغيرة، المؤلف 3. وكانت مهارة فناني الأداء محل إعجاب النقاد أكثر من جودة الموسيقى. وفي عام 1926عاد بوش إلى برلين، ليؤدي مع فرقة بروسا الرباعية في قاعة بيكستين، في حفلة موسيقية من موسيقاه الخاصة التي تضمنت العروض الأولى لموسيقى الحجرة المقطوعات الخمس، المؤلف 6، ومقطوعة البيانو المنفرد تجاوز، المؤلف 11. وكان الرأي النقدي مؤيدًا على نطاق واسع، حيث أشار مراسل صحيفة برلينر تسايتونغ أم ميتاغ أنه «لم يكن هناك شيء مبالغ فيه، لكنه كان واعدًا جدًا». 
من بين الأعمال التي لحنها بوش خلال هذه الفترة كانت الرباعية للبيانو والكمان والفيولا والتشيلو، المؤلف 5؛ ومقدمة وفوغا للبيانو، المؤلف 9؛ وخلفيات لقصائد لوالتر دي لامار وهارولد مونرو ودبليو بي ييتس؛ ومغامرته الأولى في الموسيقى الأوركسترالية كانت الانطباعات السمفونية من 1926-1927، المؤلف 8. وفي أوائل عام 1929 أكمل واحدًا من أشهر أعماله المبكرة في موسيقى الحجرة، وهي سلسلة الديالكتيك الرباعية الوترية، المؤلف 15، والتي ساعدت في ترسيخ سمعة بوش في الخارج عندما جرى أداؤها في مهرجان براغ في الثلاثينيات من القرن العشرين.

## التعليم
تعلم في الأكاديمية الملكية للموسيقى، وتعلم في مدرسة هايغيت ‏
.

## وصلات خارجية
- ألان بوش في قاعدة بيانات الأفلام على الإنترنت